# Speisensegnung

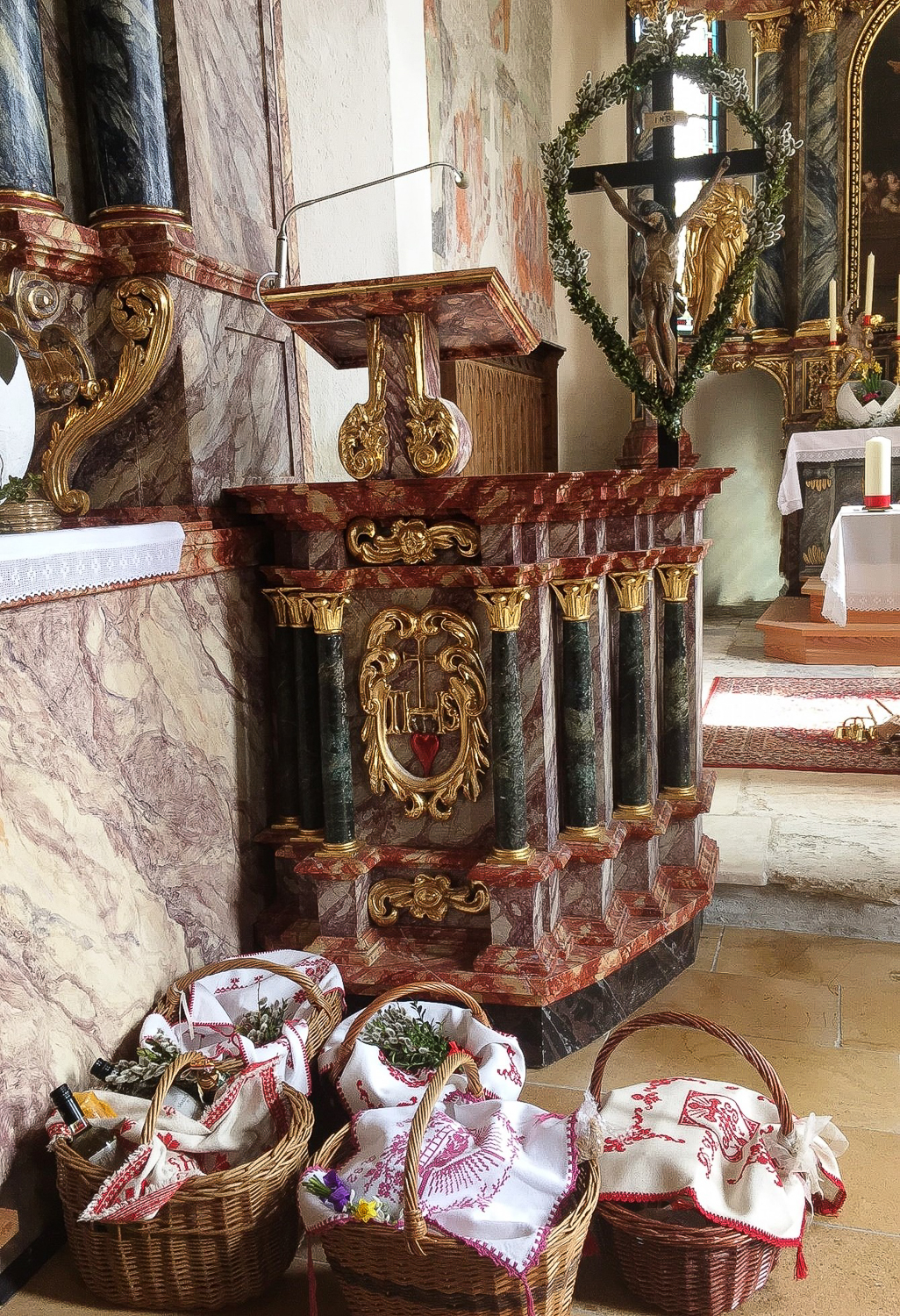
Speisensegnung Fleischweihe Kärnten

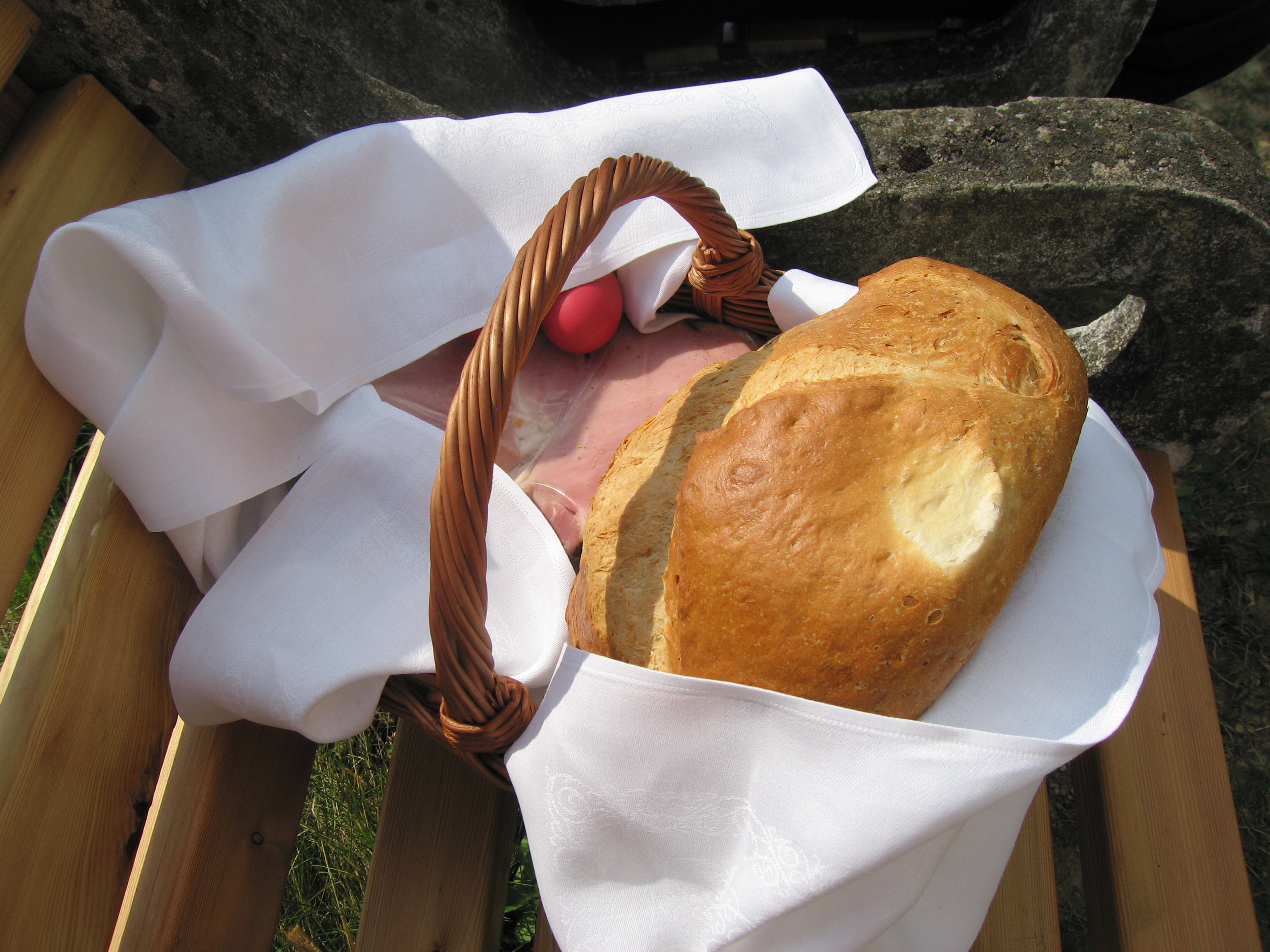
Typischer Korbinhalt für eine „Fleischweihe“

Die Speisensegnung (im Alpenland volkstümlich auch Fleischweihe) ist ein katholischer Brauch in einigen Gebieten Österreichs, Deutschlands und Südtirols sowie in einigen anderen katholisch geprägten Ländern, wie z. B. Polen oder Kroatien. In einem Ritus kurz vor dem Osterfest – am Gründonnerstag oder am Karsamstag – segnet ein Priester Speisen, oft Reindling, Osterbrot oder Osterpinzen, geselchtes Fleisch, Weihbutter, Ostereier und Meerrettich (in Österreich: Kren), die dann, entsprechend früherer Tradition, zum Ende der Fastenzeit ab dem Ostersonntag, dem Festtag der Auferstehung, im Familienkreis verspeist werden (regional „Weihfleischessen“ oder „Osterjause“ genannt).

## Geschichte und Bedeutung
Im bairischen Sprachraum ist die Segnung der Osterspeisen seit dem 7. Jahrhundert belegt; im Volksglauben gewannen die Nahrungsmittel durch die Segnung nahe dem Osterfest besondere Kräfte. Auch an die Tischgemeinschaft Jesu mit den Aposteln soll dabei erinnert werden.
Besonders gepflegt wird der Brauch in Kärnten und der Steiermark, wo man die Speisensegnung auch ironisch das „achte steirische Sakrament“ nennt, da viele Menschen daran teilnehmen, die sonst keine regelmäßigen Gottesdienstbesucher sind; man schätzt, dass jeder vierte bis fünfte Steirer am Karsamstag an einer Fleischweihe teilnimmt.

## Ablauf
Der liturgische Ablauf der Segnung ist im Benediktionale festgelegt. Im Gegensatz zum polnischen Brauch der Święconka findet die Speisensegnung im Alpenraum meist nicht im Rahmen einer Heiligen Messe statt, sondern bei einer kurzen Andacht, die meist am Mittag oder Nachmittag des Karsamstag unter freiem Himmel bei Kapellen, Bildstöcken oder Wegkreuzen abgehalten wird. Die zu segnenden Speisen werden in Körben mit weißen, bestickten Tüchern verhüllt. Nach dem Segensgebet werden die geöffneten Körbe mit Weihwasser besprengt. Nach einem kurzen Gebet (meist dem Vater unser) endet die Andacht.